# John Tartamella
Giovanni Tartamella, detto John (Castellammare del Golfo, 1892 – New York, 1966), è stato un mafioso italiano naturalizzato statunitense, "consigliere" della Famiglia Bonanno di New York dal 1931 al 1964.

## Biografia
Giovanni Tartamella nacque nel 1892 a Castellammare del Golfo, in provincia di Trapani, ma da giovane decise di emigrare a New York, stabilendosi nel quartiere di Williamsburg a Brooklyn, dove risiedevano numerosi suoi compaesani. Poco tempo dopo entrò a far parte della mafia, divenendo un "soldato" della Famiglia Castellammarese, allora guidata dal potente boss Nicola Schirò.
Scala rapidamente i ranghi della cosca e, con l'inizio del proibizionismo, sviluppò i suoi affari soprattutto nel racket del contrabbando di alcool nella zona di Brooklyn. Nel 1931, con la fine della famosa guerra castellammarese, capo della "Famiglia" divenne Joseph Bonanno, che a sua volta nominò come "consigliere", ovvero numero tre dell'organizzazione, proprio il suo socio e amico Tartamella.
Divenuto oramai uno dei più potenti mafiosi degli Stati Uniti, Tartamella si occupava ufficialmente di sindacati, infatti risultava essere capo del "CIO", il sindacato dei lavoratori di Brooklyn. Tartamella aveva anche importanti interessi al "Garment District", l'industria dell'abbigliamento. Anche suo figlio Sereno Tartamella era un importante mafioso della Famiglia Bonanno. Nel 1964 Giovanni Tartamella si ritirò dalle attività mafiose e due anni dopo, nel 1966, morì per cause naturali.

## Mafiosi associati
Tartamella aveva rapporti di affari e alleanza con i seguenti mafiosi:
- New York
  - Joseph Bonanno
  - Frank Garofalo
  - John Bonventre
  - Carmine Galante
  - Natale Evola
  - Tom Lucchese
  - James Plumeri
  - Johnny Dio
- Rochester (New York)
  - Castrenze Valenti
  - Frank Valenti
- Buffalo
  - Stefano Magaddino
  - Antonio Magaddino
- San Jose
  - Joseph Cerrito
- Colorado
  - James Colletti
  - Rosario Dionisio
- Sicilia
  - Diego Plaja
  - Giuseppe Magaddino

## Fonti
- David Critchley , The Origin of Organized Crime in America , The New York City Mafia 1891 - 1931